# Майами (река, впадает в залив Бискейн)
Майа́ми (англ. Miami River) — река в США (штат Флорида, округ Майами-Дейд). Длина реки — 8,9 км (5,5 миль).
Начинается вблизи международного аэропорта Майами, течёт на юго-восток к Бискайскому заливу. Во второй своей половине протекает через крупный город Майами, в том числе через его Большой центр. В устье реки, в заливе Бискейн, находится крупный порт Майами. Река активно используется для перевозки грузов; глубина судоходного пути — 4,5 м (15 футов).
Крупный приток — Уэгнер-Крик, имеющий длину 2,4 км и водосборную площадь 12,7 км².

### Этимология
Широко распространено мнение, что слово майами происходит из исконного местного языка и означает «сладкая вода». Однако, самое раннее упоминание этого названия принадлежит Эрнандо де Эскаланте Фонтанеде (1536 — ок. 1575), который в течение семнадцати лет находился в плену у индейцев на юге Флориды; вернувшись, он упомянул то, что сейчас является озером Окичоби, «известно как озеро Майайми, которое называется Майайми, потому что оно очень большое».
Племя маяими получило своё название в честь озера, вокруг которого они жили.
Испанские записи включают касика «Майми» в группу из 280 индейцев Флориды, прибывших на Кубу в 1710 году. В отчётах об испанской миссии в районе залива Бискейн в 1743 году упоминаются мэйми или маймиес, жившие поблизости.
Также в разное время река была известна под названиями Гарбанд-Ривер, Рио-Ратонес, Фреш-Уотер-Ривер, Суитуотер-Ривер, Лемон-Ривер. Нынешнее название, Майами, для реки впервые фиксируется со времён Второй Семинольской войны (1835—1842), и с тех пор официально закрепилось (город Майами был основан в 1896 году и получил своё название в честь реки, на берегах которой он был выстроен).

## История
Первоначально это была обычная чистая река, в устье которой обитали индейцы племени текеста, но с приходом западной технологической цивилизации она была углублена и ныне загрязнена на всём своём протяжении.
Испанские миссии были ненадолго основаны на берегу реки в 1567—1570 годах и в 1743 году, но затем этот район был заброшен, когда Испания передала Флориду Британии в 1765 году.
В XX веке устье Майами было известно как пункт контрабанды наркотиков, место вуду-ритуалов, стоянка большого количества брошенных лодок; в XXI веке государственные спецслужбы США также регулярно выявляют суда с наркотиками, следующие по реке.

## Коммерческое использование
Река Майами является, вероятно, самой короткой рекой в США из тех, что активно используются в бизнесе. В её устье находится крупный порт Майами, через который идёт активный грузооборот с близлежащими странами Карибского бассейна, особенно с Доминиканской Республикой, Гаити и Багамскими Островами.
Существует Miami River Marine Group — альянс бизнес-структур, работающих в сфере корабельных терминалов, океанских грузоперевозок, буксиров и прочих схожих.

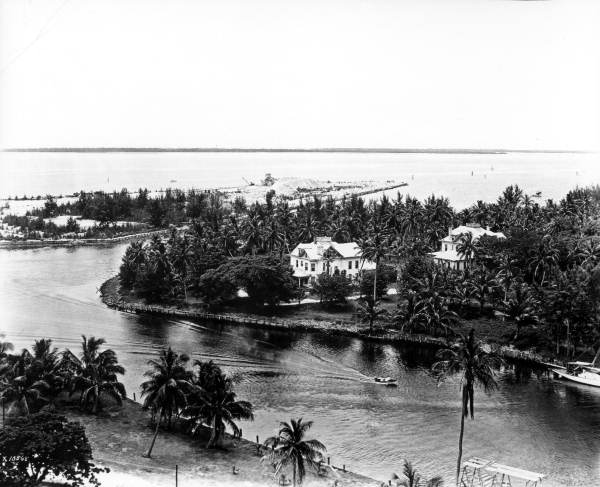
Устье реки в районе археологического памятника «Круг Майами[англ.]», фото 1935 года
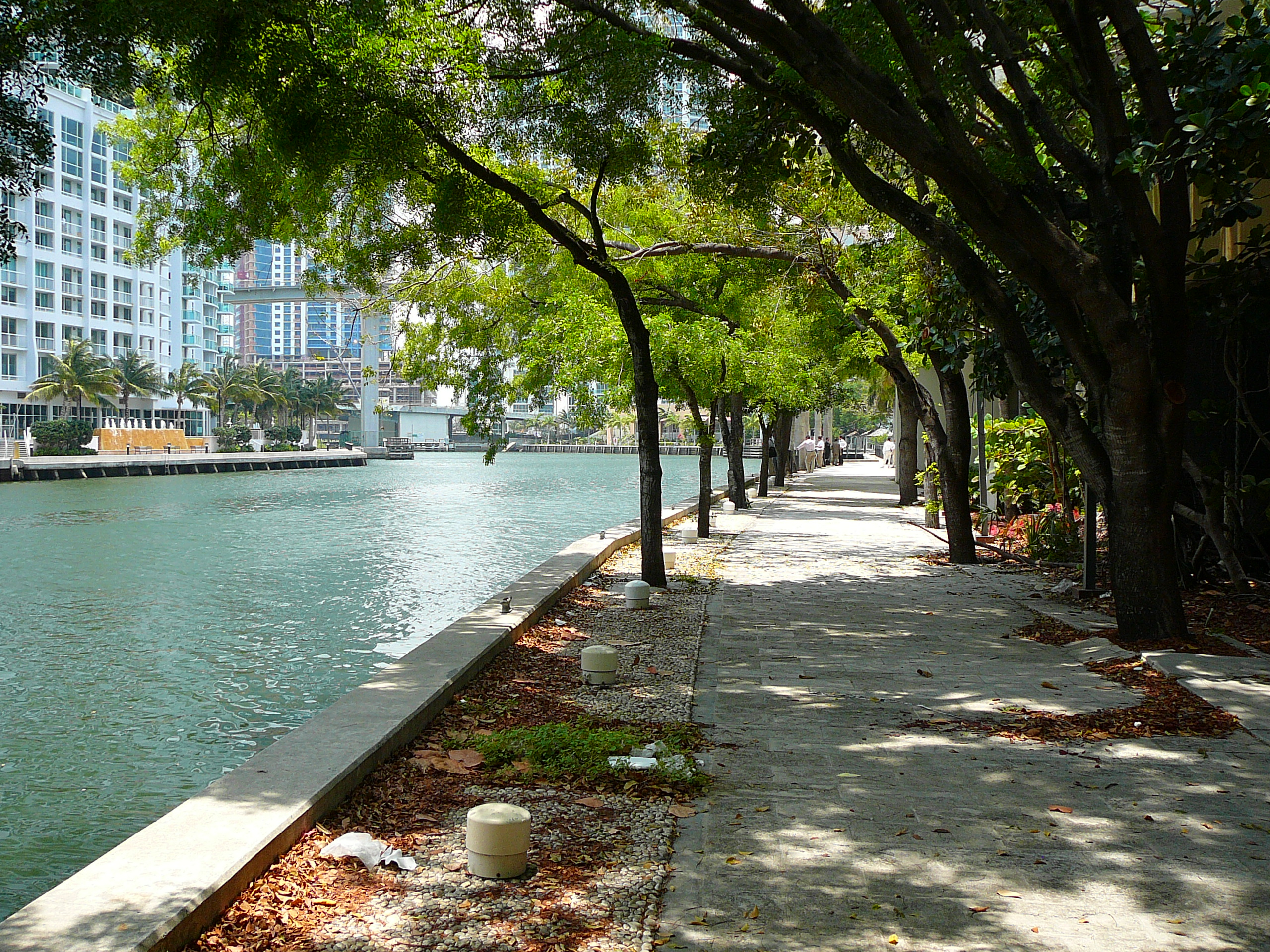
Набережная Miami Riverwalk[англ.] в Майами, фото 2008 года.
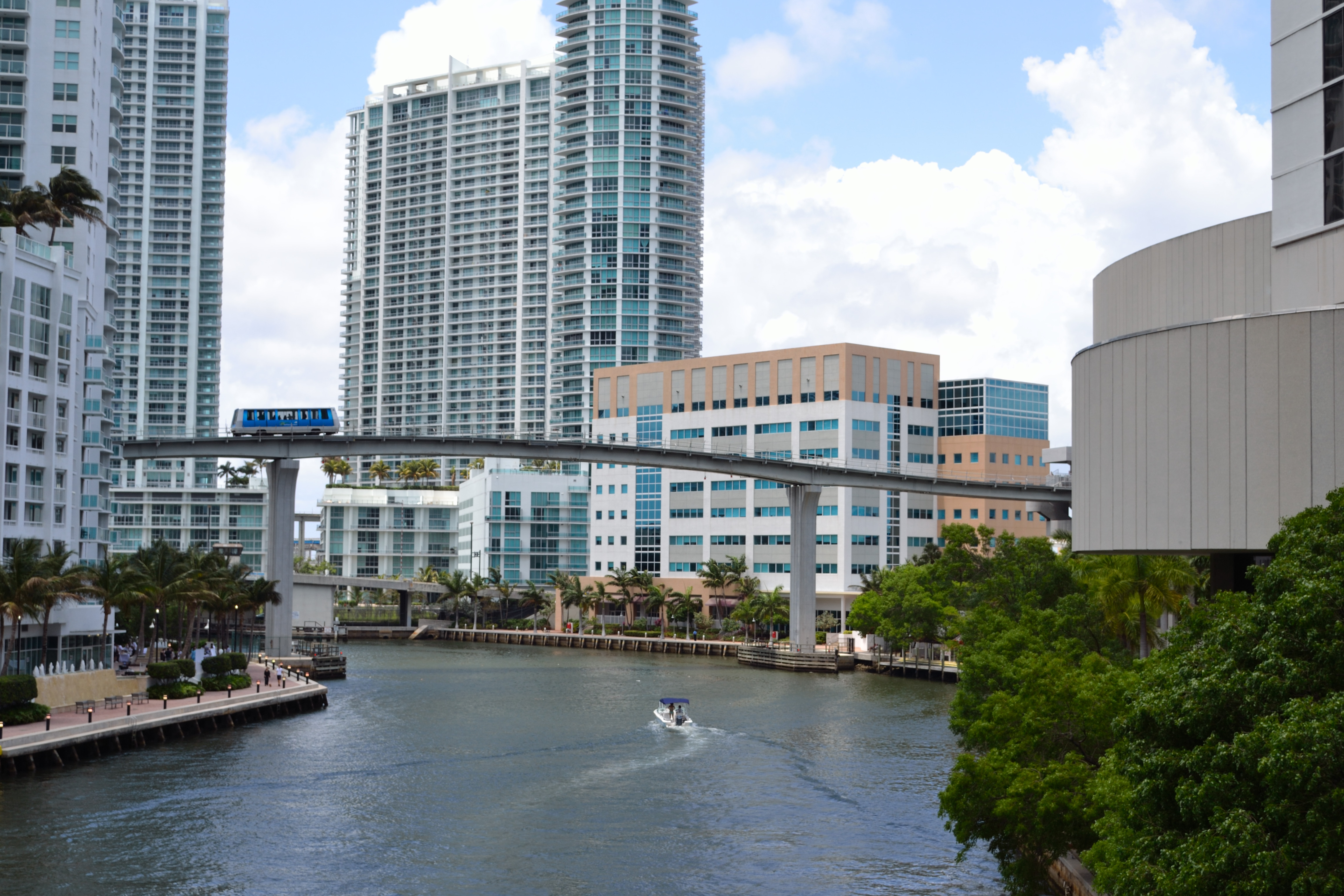
Metromover над Майами, 2011 год.
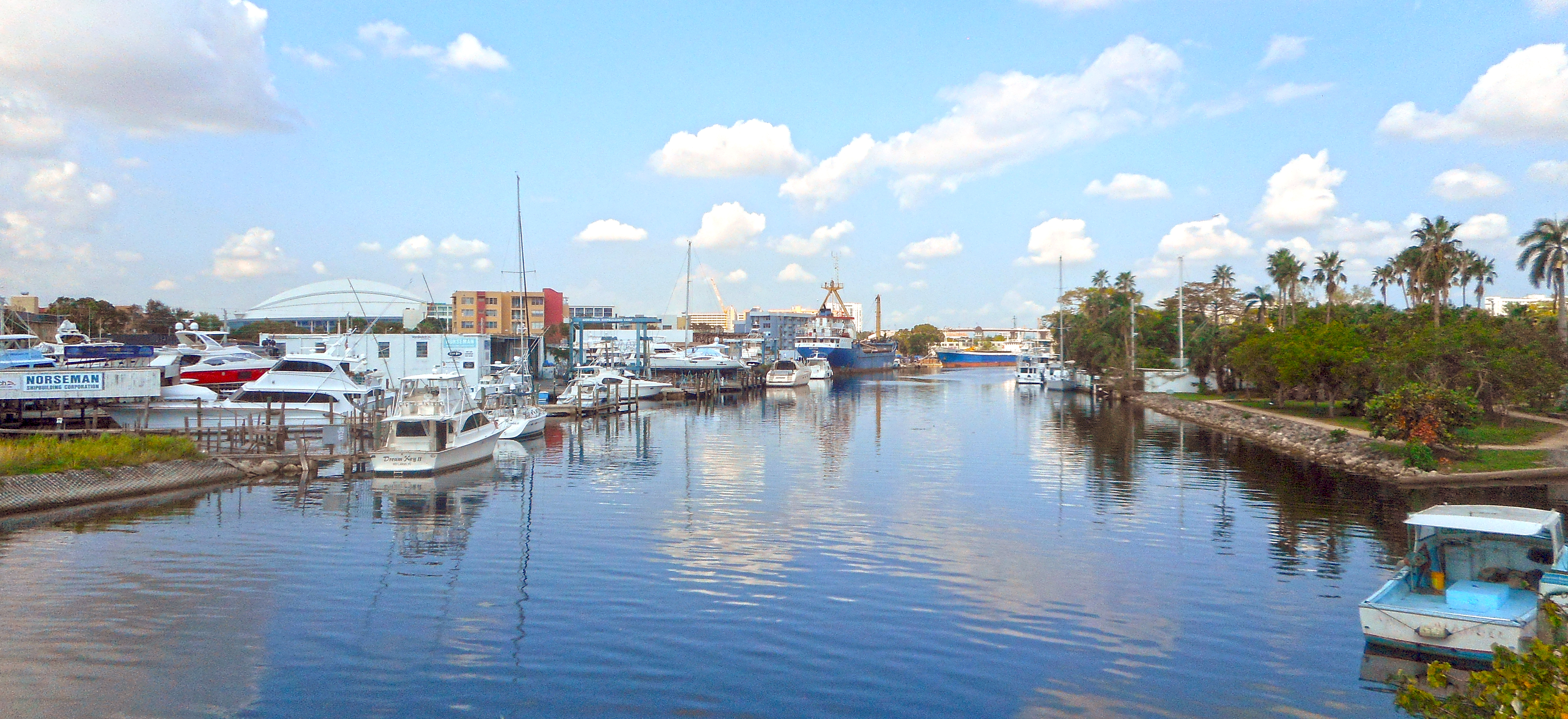
Вид на реку с моста «5-й Северо-западной улицы» (Майами), фото 2017 года.
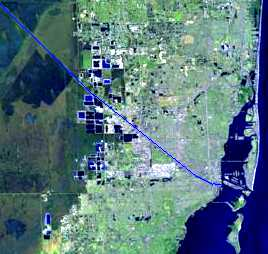
Река Майами (выделена синим) протекает через город Майами